# Drenge til skovs
Drenge til skovs er en dansk kortfilm fra 1937, der er instrueret af Svend Holbæk og Kaj Wedell Pape efter manuskript af V. Bendix Madsen.

## Handling
Filmen skildrer et hold københavnske feriedrenges ophold i en koloni. En dreng, som er flygtet fra et cirkus, der giver forestillinger i en nærliggende by, søger skjul i skoven ved kolonien. Han får hjælp af en kolonidreng, og det fører til en række dramatiske oplevelser for ham og hans kammerater.